# هانس کاندریان
هانس کاندریان (انگلیسی: Hans Candrian; ۶ مارس ۱۹۳۸ – ۹ ژانویهٔ ۱۹۹۹) از برندگان مدال‌های بازی‌های المپیک زمستانی اهل سوئیس بود.